# Welschnonnenkirche
Welschnonnenkirchen werden jene Ordenskirchen genannt, die zu den frühen Niederlassungen der früher sogenannten Welschnonnen, also der Augustiner-Chorfrauen, gehörten. Heute tragen diesen Namen noch die Welschnonnenkirchen in Mainz und in Trier. Früher wurde auch eine Kirche in Bonn, die heute profaniert zur Reuter-Kaserne gehört, so bezeichnet.